# بوعبيد بودن
بوعبيد بودن (من مواليد 1 فبراير 1982 بالرباط) هو لاعب كرة قدم مغربي.وقد لعب بودن لفريق الكوكب المراكشي، ونادي أودنسه ولانس الفرنسيين. كما لعب على سبيل الإعارة لنادي بوفيه في الدوري الفرنسي، و هو الان يعمل كمحلل في قنوات الرياضية المغربية 
وكان ضمن قائمة المنتخب المغربي الأولمبي لكرة القدم في ألمبياد أثينا 2004، حين خرج المغرب من الدور الأول.